# Danh sách quân chủ Pháp
Các quốc vương và hoàng đế của Pháp là danh xưng để chỉ các nhà cai trị với tư cách là quân chủ của lãnh thổ Pháp, bắt đầu trị vì từ thời Trung Cổ cho tới khi Đệ nhị Đế chế Pháp sụp đổ vào năm 1870, với một số lần bị gián đoạn. Có những quan điểm khác nhau về thời điểm nước Pháp được thành lập, do đó cũng có những quan điểm khác nhau về vị vua đầu tiên (có ý kiến cho rằng vị vua đầu tiên trị vì kể từ khi Vương quốc Tây Francia được thành lập vào năm 843). Giữa thời kỳ từ Charles Hói vào năm 843 đến Louis XVI vào năm 1792, Pháp có 45 vị vua. Cộng thêm bảy vị hoàng đế và quốc vương sau Cách mạng Pháp, con số này lên đến tổng số 52 quốc vương của Pháp.
Dân tộc Pháp có nguồn gốc từ sự kết hợp giữa các bộ tộc Gaul bản địa (thuộc các dân tộc Celt) và bộ tộc người Frank thuộc chủng tộc German. Triều đại đầu tiên của lịch sử Pháp là vương triều Meroving kéo dài từ đầu thế kỷ 5 tới năm 751. Chương trình giáo dục tiểu học tại Pháp coi Clovis I, vua của vương triều Meroving, là vị vua Pháp đầu tiên. Trên thực tế, các vị vua thuộc triều đại Meroving chỉ là những tù trưởng bộ tộc. Clovis I chiến thắng người La Mã, trở thành Vua của người Frank, là người đầu tiên trị vì như một quân vương. Sau khi Clovis I qua đời vào năm 511, vương quốc bị các con trai của ông chia cắt thành các nước Soissons (Neustria), Paris, Orléans (Bourgogne), và Metz (Austrasia).
Triều đại thứ hai là Caroling đã thống nhất các vương quốc Frank. Có thể xem triều đại Caroling là vương quyền đầu tiên của nước Pháp. Vương quốc rộng lớn của Charlemagne huyền thoại – tức Charles I – lại bị chia cắt bởi Louis Mộ đạo. Năm 843, khi Lothaire I, con trai của Louis cầm quyền, vương quốc của người Frank lại bị chia cắt. Phần phía đông trở thành nước Đức, khu vực trung tâm trở thành Vương quốc Lotharingia, về sau là một phần của Đế quốc La Mã Thần thánh, phía tây trở thành nước Pháp. Năm 843, sau hiệp ước Verdun, Charles II trở thành quân vương đầu tiên cai trị nước Pháp độc lập. Theo cách nhìn hiện đại, Charles II được coi là vị vua đầu tiên của nước Pháp.
Trong khoảng thời gian 1340–1360 và 1369–1801, các vị vua Anh tự nhận thêm tước hiệu Vua Pháp (Kings of France). Năm 1328, Edward III của Anh hưởng tước hiệu từ người cậu là Charles IV của Pháp, nhưng luật nước Pháp không cho phép truyền ngôi theo họ ngoại. Người kế vị của Charles IV là Philippe VI của Pháp. Tuy vậy, trừ Edward III trong khoảng 1360 tới 1369, các vua Anh vẫn tiếp tục giữ tước hiệu này đến tận năm 1801. Kể từ Henri IV, các vị vua Pháp thuộc dòng họ Bourbon cũng đồng thời giữ tước vị Vua của Navarra. Năm 1584, khi François, Công tước xứ Alençon, em trai và là người kế vị của Henri III qua đời, Enrique III của Navarra, hậu duệ của Louis IX, trở thành người thừa kế ngai vàng nước Pháp. Enrique III của Navarra đăng quang ngày 27 tháng 2 năm 1594, trở thành vua Henri IV của Pháp.
Từ vị vua đầu tiên là Charles II tới hoàng đế cuối cùng là Napoléon III, chỉ có ba dòng họ cai trị nước Pháp: Caroling, Capet và Bonaparte. Trong đó, triều đại nhà Capet trị vì lâu nhất và còn được chia thành các nhánh: Valois, Bourbon. Tiếp đó, hai nhà Valois và Bourbon cũng được chia thành những nhánh nhỏ hơn: Valois-Orléans, Valois-Angoulême và Bourbon-Orléans. Nền phong kiến Pháp chỉ có ba hoàng đế và đều thuộc nhà Bonaparte: Napoléon I, Napoléon II và Napoléon III. Napoléon III là vị quân vương cuối cùng và cũng là tổng thống đầu tiên của Pháp.

## Danh sách các vị vua và hoàng đế
| Từ 843 đến 987 |     |      |  |
|                |     |      |  |
| 843            | 987 | 1870 |  |

| Chân dung   | Vua         | Tước hiệu                              | Trị vì           | Trị vì | Trị vì          | Ghi chú               |
| ----------- | ----------- | -------------------------------------- | ---------------- | ------ | --------------- | --------------------- |
|             | Charles II  | Vua của Pháp Hoàng đế La Mã phương Tây | 843              | —      | 6 tháng 10, 877 | Charles II le Chauve  |
|             | Louis II    | Vua của Pháp                           | 6 tháng 10, 877  | —      | 10 tháng 4, 879 | Louis II le Bègue     |
|             | Louis III   | Vua của Pháp                           | 10 tháng 4, 879  | —      | 5 tháng 8, 882  |                       |
|             | Carloman II | Vua của Pháp                           | 10 tháng 4, 879  | —      | 6 tháng 12, 884 |                       |
|             | Charles III | Vua của Pháp Hoàng đế La Mã phương Tây | 885              | —      | 13 tháng 1, 888 | Charles le Gros       |
|             | Eudes I     | Vua của Pháp                           | 29 tháng 2, 888  | —      | 1 tháng 1, 898  | Bá tước Paris         |
|             | Charles III | Vua của Pháp                           | 1 tháng 1, 898   | —      | 30 tháng 6, 922 | Charles III le Simple |
| không khung | Robert I    | Vua của Pháp                           | 30 tháng 6, 922  | —      | 15 tháng 6, 923 |                       |
|             | Raoul I     | Vua của Pháp                           | 13 tháng 7, 923  | —      | 14 tháng 1, 936 |                       |
|             | Louis IV    | Vua của Pháp                           | 19 tháng 6, 936  | —      | 10 tháng 9, 954 |                       |
|             | Lothaire    | Vua của Pháp                           | 12 tháng 11, 954 | —      | 2 tháng 3, 986  |                       |
|             | Louis V     | Vua của Pháp                           | 8 tháng 6, 986   | —      | 22 tháng 5, 987 | Louis V le Fainéant   |

| Từ 987 đến 1328 |     |      |      |  |
|                 |     |      |      |  |
| 843             | 987 | 1328 | 1870 |  |

Các hậu duệ của Hugues Capet còn giữ trị vì nước Pháp cho tới 1792 và tiếp tục từ 1814 tới 1848, nhưng hai nhánh sau được gọi phổ biến là Valois và Bourbon. Hugues II, con trai Robert II, và Philippe, con trai Louis VI, đều từng giữ ngôi vua cùng cha. Nhưng cả hai không được tính vào danh sách theo truyền thống bởi chỉ đóng vai trò thứ yếu.
| Chân dung | Vua          | Tước hiệu               | Trị vì            | Trị vì | Trị vì            | Ghi chú                                          |
| --------- | ------------ | ----------------------- | ----------------- | ------ | ----------------- | ------------------------------------------------ |
|           | Hugues Capet | Vua của Pháp            | 3 tháng 7, 987    | —      | 24 tháng 10, 996  |                                                  |
|           | Robert II    | Vua của Pháp            | 24 tháng 10, 996  | —      | 20 tháng 7, 1031  | Robert II le Pieux                               |
|           | Henri I      | Vua của Pháp            | 20 tháng 7, 1031  | —      | 4 tháng 8, 1060   |                                                  |
|           | Philippe I   | Vua của Pháp            | 4 tháng 8, 1060   | —      | 29 tháng 7, 1108  |                                                  |
|           | Louis VI     | Vua của Pháp            | 29 tháng 7, 1108  | —      | 1 tháng 8, 1137   | Louis VI le Gros                                 |
|           | Louis VII    | Vua của Pháp            | 1 tháng 8, 1137   | —      | 18 tháng 9, 1180  | Louis VII le Jeune                               |
|           | Philippe II  | Vua của Pháp            | 18 tháng 9, 1180  | —      | 14 tháng 7, 1223  | Philippe Auguste                                 |
|           | Louis VIII   | Vua của Pháp            | 14 tháng 7, 1223  | —      | 8 tháng 11, 1226  | Louis VIII le Lion                               |
|           | Louis IX     | Vua của Pháp            | 8 tháng 11, 1226  | —      | 25 tháng 8, 1270  | Saint Louis - Thánh Louis                        |
|           | Philippe III | Vua của Pháp            | 25 tháng 8, 1270  | —      | 5 tháng 10, 1285  | Philippe III le Hardi                            |
|           | Philippe IV  | Vua của Pháp            | 5 tháng 10, 1285  | —      | 29 tháng 11, 1314 | Philippe IV le Bel                               |
|           | Louis X      | Vua của Pháp            | 29 tháng 11, 1314 | —      | 5 tháng 6, 1316   | Louis X le Hutin                                 |
|           | Jean I       | Vua của Pháp            | 15 tháng 11, 1316 | —      | 20 tháng 11, 1316 | Jean I le Posthume Sống và giữ ngôi trong 5 ngày |
|           | Philippe V   | Vua của Pháp và Navarra | 20 tháng 11, 1316 | —      | 3 tháng 1, 1322   | Philippe V le Long                               |
|           | Charles IV   | Vua của Pháp và Navarra | 3 tháng 1, 1322   | —      | 1 tháng 2, 1328   | Charles IV le Bel                                |

| Từ 1328 đến 1589 |      |      |      |  |
|                  |      |      |      |  |
| 843              | 1328 | 1498 | 1870 |  |

Các vị vua Valois nhánh trưởng trị vì từ 1328 tới 1498, tiếp đó đến các vị vua nhánh thứ Valois-Orléans và Valois-Angoulême. Từ 1422 tới 1453, Henry VI của Anh là vua miền Bắc nước Pháp. Charles VII đăng ngôi năm 1429 làm quyền lực của Henry VI giảm đi rất nhiều, nhưng Henry vẫn lên ngôi vua Pháp ở Paris vào năm 1431. Tuy vậy, Henry VI không được coi là vua thực sự của Pháp
| Chân dung | Vua          | Tước hiệu    | Trị vì            | Trị vì | Trị vì            | Ghi chú                                  |
| --------- | ------------ | ------------ | ----------------- | ------ | ----------------- | ---------------------------------------- |
|           | Philippe VI  | Vua của Pháp | 1 tháng 2, 1328   | —      | 22 tháng 8, 1350  | Philippe VI de Valois                    |
|           | Jean II      | Vua của Pháp | 22 tháng 8, 1350  | —      | 8 tháng 4, 1364   | Jean II le Bon                           |
|           | Charles V    | Vua của Pháp | 8 tháng 4, 1364   | —      | 16 tháng 9, 1380  | Charles V le Sage                        |
|           | Charles VI   | Vua của Pháp | 16 tháng 9, 1380  | —      | 21 tháng 10, 1422 | Charles VI le Bienaimé, le Fol           |
|           | Charles VII  | Vua của Pháp | 21 tháng 10, 1422 | —      | 22 tháng 7, 1461  | Charles VII le Victorieux, le Bien-Servi |
|           | Louis XI     | Vua của Pháp | 22 tháng 7, 1461  | —      | 30 tháng 8, 1483  | Louis XI le Prudent, l'Araignée          |
|           | Charles VIII | Vua của Pháp | 30 tháng 8, 1483  | —      | 7 tháng 4, 1498   | Charles VIII l'Affable                   |

| Từ 1498 đến 1515 |  |  |      |  |
|                  |  |  |      |  |
| 843              |  |  | 1870 |  |

| Chân dung | Vua       | Tước hiệu    | Trị vì          | Trị vì | Trị vì          | Ghi chú                     |
| --------- | --------- | ------------ | --------------- | ------ | --------------- | --------------------------- |
|           | Louis XII | Vua của Pháp | 7 tháng 4, 1498 | —      | 1 tháng 1, 1515 | Louis XII le Père du Peuple |

| Từ 1515 đến 1589 |  |  |      |  |
|                  |  |  |      |  |
| 843              |  |  | 1870 |  |

| Chân dung | Vua         | Tước hiệu                       | Trị vì           | Trị vì | Trị vì           | Ghi chú |
| --------- | ----------- | ------------------------------- | ---------------- | ------ | ---------------- | ------- |
|           | François I  | Vua của Pháp                    | 1 tháng 1, 1515  | —      | 31 tháng 3, 1547 |         |
|           | Henri II    | Vua của Pháp Công tước Bretagne | 31 tháng 3, 1547 | —      | 10 tháng 7, 1559 |         |
|           | François II | Vua của Pháp                    | 10 tháng 7, 1559 | —      | 5 tháng 12, 1560 |         |
|           | Charles IX  | Vua của Pháp                    | 5 tháng 12, 1560 | —      | 30 tháng 5, 1574 |         |
|           | Henri III   | Vua của Pháp Vua Ba Lan         | 30 tháng 5, 1574 | —      | 2 tháng 8, 1589  |         |

| 1589 đến 1792 |      |      |      |  |
|               |      |      |      |  |
| 843           | 1589 | 1792 | 1870 |  |

| Chân dung | Vua        | Tước hiệu                                  | Trị vì              | Trị vì | Trị vì              | Ghi chú                    |
| --------- | ---------- | ------------------------------------------ | ------------------- | ------ | ------------------- | -------------------------- |
|           | Henri IV   | Vua của Pháp và Navarra                    | 2 tháng 8, 1589     | —      | 14 tháng 5 năm 1610 | Henri IV, le Bon Roi Henri |
|           | Louis XIII | Vua của Pháp và Navarra                    | 14 tháng 5 năm 1610 | —      | 14 tháng 5 năm 1643 | Louis XIII le Juste        |
|           | Louis XIV  | Vua của Pháp và Navarra                    | 14 tháng 5 năm 1643 | —      | 1 tháng 9 năm 1715  | Louis XIV, le Roi Soleil   |
|           | Louis XV   | Vua của Pháp và Navarra                    | 1 tháng 9 năm 1715  | —      | 10 tháng 5 năm 1774 | Louis XV le Bien-Aimé      |
|           | Louis XVI  | Vua của Pháp và Navarra Vua của người Pháp | 10 tháng 5 năm 1774 | —      | 10 tháng 8 năm 1792 |                            |

| 1792 đến 1804 |  |  |      |  |
|               |  |  |      |  |
| 843           |  |  | 1870 |  |

Từ 21 tháng 1 năm 1792 tới 8 tháng 6 năm 1795, con trai của Louis XVI là Louis-Charles giữ tước hiệu Vua của Pháp, trở thành Louis XVII. Nhưng trên thực tế, hoàng gia bị giam giữ ở Tour du Temple, quyền lực thuộc về những người Cách mạng. Sau khi Louis XVII qua đời, người chú thừa hưởng tước hiệu, trở thành Louis XVIII. Nhưng Louis XVIII cũng chỉ thực sự thành vua Pháp vào năm 1814.
| Từ 1804 đến 1814 |  |  |      |  |
|                  |  |  |      |  |
| 843              |  |  | 1870 |  |

| Chân dung | Vua        | Tước hiệu                     | Trị vì              | Trị vì | Trị vì              | Ghi chú |
| --------- | ---------- | ----------------------------- | ------------------- | ------ | ------------------- | ------- |
|           | Napoléon I | Hoàng đế của người Pháp Vua Ý | 18 tháng 5 năm 1804 | —      | 11 tháng 8 năm 1814 |         |

| Từ 1814 đến 1815 |  |  |      |  |
|                  |  |  |      |  |
| 843              |  |  | 1870 |  |

| Chân dung | Vua         | Tước hiệu    | Trị vì             | Trị vì | Trị vì              | Ghi chú |
| --------- | ----------- | ------------ | ------------------ | ------ | ------------------- | ------- |
|           | Louis XVIII | Vua của Pháp | 2 tháng 5 năm 1814 | —      | 13 tháng 3 năm 1815 |         |

| 1815 |  |  |      |  |
|      |  |  |      |  |
| 843  |  |  | 1870 |  |

| Chân dung | Vua         | Tước hiệu                            | Trị vì              | Trị vì | Trị vì              | Ghi chú |
| --------- | ----------- | ------------------------------------ | ------------------- | ------ | ------------------- | ------- |
|           | Napoléon I  | Hoàng đế của người Pháp              | 20 tháng 3 năm 1815 | —      | 15 tháng 5 năm 1815 |         |
|           | Napoléon II | Hoàng đế của người Pháp Vua của Roma | 22 tháng 6 năm 1815 | —      | 7 tháng 7 năm 1815  |         |

| Từ 1815 đến 1830 |  |  |      |  |
|                  |  |  |      |  |
| 843              |  |  | 1870 |  |

Cách mạng tháng Bảy năm 1830, Charles X mất quyền lực nhưng vẫn nhường ngôi cho người cháu là Công tước Bordeaux, trở thành Henri V. Thái tử, con trai Charles X, khi đó là Louis-Antoine. Louis-Antoine đôi khi cũng được xem như vua Louis XIX của Pháp, giữ tước vị trong vòng 20 phút giữa hai lần ký của Charles X và chính Louis-Antoine.
Được các nghị sĩ ủng hộ, Louis-Philippe I giữ chức quan phụ chính rồi lên ngôi ngày 9 tháng 8 năm 1830, 7 ngày sau khi Henri V lên ngôi.
| Chân dung | Vua         | Tước hiệu    | Trị vì              | Trị vì | Trị vì              | Ghi chú |
| --------- | ----------- | ------------ | ------------------- | ------ | ------------------- | ------- |
|           | Louis XVIII | Vua của Pháp | 7 tháng 7 năm 1815  | —      | 16 tháng 9 năm 1824 |         |
|           | Charles X   | Vua của Pháp | 16 tháng 9 năm 1824 | —      | 2 tháng 8 năm 1830  |         |

| Từ 1830 đến 1848 |      |      |      |  |
|                  |      |      |      |  |
| 843              | 1830 | 1848 | 1870 |  |

| Chân dung | Vua              | Tước hiệu          | Trị vì             | Trị vì | Trị vì              | Ghi chú                        |
| --------- | ---------------- | ------------------ | ------------------ | ------ | ------------------- | ------------------------------ |
|           | Louis-Philippe I | Vua của người Pháp | 9 tháng 8 năm 1830 | —      | 24 tháng 2 năm 1848 | Louis Philippe, le Roi Citoyen |

| 1848 đến 1852 |  |  |      |  |
|               |  |  |      |  |
| 843           |  |  | 1870 |  |

Louis-Napoléon Bonaparte giữ chức Tổng thống Pháp từ 1848 tới 1852, sau đó lên ngôi hoàng đế, trở thành Napoléon III. Napoléon III là vị quân vương cuối cùng, đồng thời là tổng thống đầu tiên của Pháp.
| Từ 1852 đến 1870 |      |      |  |
|                  |      |      |  |
| 843              | 1852 | 1870 |  |

| Chân dung | Vua          | Tước hiệu               | Trị vì              | Trị vì | Trị vì             | Ghi chú             |
| --------- | ------------ | ----------------------- | ------------------- | ------ | ------------------ | ------------------- |
|           | Napoléon III | Hoàng đế của người Pháp | 2 tháng 12 năm 1852 | —      | 4 tháng 9 năm 1870 | Tổng thống đầu tiên |

Chiến tranh Pháp-Phổ nổ ra cuối Đệ nhị Đế chế, chấm dứt vai trò trị vì của Napoléon III. Nền Đệ tam Cộng hòa được thành lập, chế độ quân chủ Pháp kết thúc.